# Wolf-Lundmark-Melotte-Galaxie
Die Wolf-Lundmark-Melotte-Galaxie ist eine irreguläre Galaxie im Sternbild Walfisch südlich des Himmelsäquators. Sie befindet sich ganz am Rand der Lokalen Gruppe, ist rund drei Millionen Lichtjahre vom Sonnensystem entfernt und hat einen Durchmesser von maximal 8.000 Lichtjahren.

Um WLM gibt es einen ausgedehnten Halo aus sehr lichtschwachen rötlichen Sternen, die Sterne im Zentralbereich erscheinen bläulicher und sind damit jünger.
Das Objekt wurde nach den Astronomen Max Wolf, Knut Lundmark und Philibert Jacques Melotte benannt: Es wurde im Jahr 1909 von Wolf entdeckt und rund 15 Jahre später von Lundmark und Melotte als Galaxie identifiziert.